# Troy Donahue

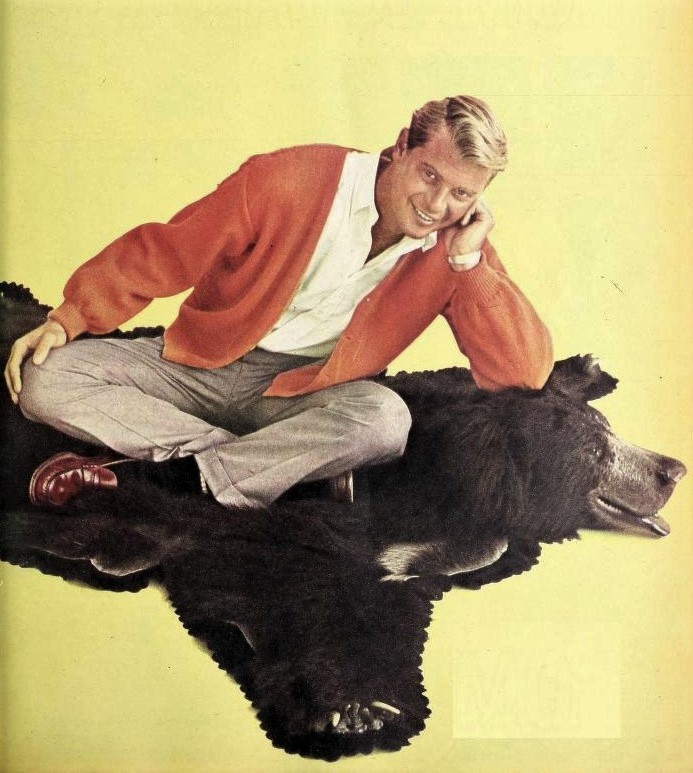
Troy Donahue (1961)

Troy Donahue (* 27. Januar 1936 in New York als Merle Johnson Jr.; † 2. September 2001 in Santa Monica, Kalifornien) war ein US-amerikanischer Schauspieler. Den Höhepunkt seiner Karriere erreichte er als beliebter Teenager-Star von den späten 1950er- bis Mitte der 1960er-Jahre.

## Leben
Merle Johnson junior war der Sohn eines Vizepräsidenten von General Motors und einer Bühnenschauspielerin. Er studierte zunächst Journalismus an der Columbia University. Nachdem er von einem Talentsucher entdeckt worden war, entschloss er sich 1957 nach Hollywood zu gehen, um Schauspieler zu werden. Henry Willson, der auch Agent von Rock Hudson war, nahm ihn unter Vertrag und gab ihm den Künstlernamen „Troy Donahue“, den er zuvor schon erfolglos kurzzeitig für Rory Calhoun und James Darren verwendet hatte.
Nach einigen ungenannten Nebenrollen in B-Movies bekam er 1957 etwas größere Auftritte an der Seite von George Nader in dem Film Man Afraid und in dem Jack-Arnold-Film Das Geheimnis des steinernen Monsters. 1959 hatte er einen kurzen Auftritt als brutaler Freund einer Jugendlichen in Douglas Sirks Solange es Menschen gibt. Ebenfalls 1959 nahmen ihn Warner Bros. unter Studiovertrag, woraufhin seine Karriere von dem Studio intensiv gefördert wurde.
Die optimale Besetzung für Donahue fanden die Produzenten schließlich an der Seite des Teenageridols Sandra Dee in Die Sommerinsel (1959). Für ein paar Jahre zählten Donahue wie auch Sandra Dee zu den großen Teenie-Idolen ihrer Zeit in den USA (All-American-Darlings), worauf unter anderem in den 1970ern in dem Musical Grease in dem Lied Look At Me, I'm Sandra Dee Bezug genommen wurde. 1960 wurde er als Bester Nachwuchsdarsteller mit dem Golden Globe ausgezeichnet. In den frühen 1960er-Jahren wurde er in Komödien und Melodramen oft als „blonder Herzensbrecher“ besetzt, darunter insgesamt viermal unter Regie von Delmer Daves. Er spielte Hauptrollen in Kinofilmen wie Sein Name war Parrish und Abenteuer in Rom, ebenfalls war er Hauptdarsteller der Krimiserie Surfside 6, die von Warner im Stile ihrer Erfolgsserie 77 Sunset Strip produziert wurde. Mit Beendigung des Films My Blood Runs Cold (1965), in dem er gegen sein positives Image besetzt einen Mörder verkörperte, endete auch der Vertrag mit Warner Brothers.
In der zweiten Hälfte der 1960er-Jahre fand Donahue kaum neue Rollen, was unter anderem am wechselnden Publikumsgeschmack und Problemen mit Alkohol und anderen Drogen lag. Er wich mit geringem Erfolg auf Fernsehrollen aus, 1970 erschien er in der Soap The Secret Storm. 1974 spielte er in den Anfangsszenen von Der Pate – Teil II den Verlobten der Connie Corleone. Die Figur erhielt Donahues richtigen Namen: „Merle Johnson“. In den 1970er- und 1980er-Jahren hatte Donahue Auftritte als Gaststar in verschiedenen Fernsehserien wie Vegas oder Love Boat. Nachdem er sogar einen Sommer obdachlos in New York hatte leben müssen, bekam er in den frühen 1980er-Jahren seine Suchtprobleme in den Griff. Danach war er als Nebendarsteller in vielen B-Filmen und Direct-to-Video-Produktionen zu sehen. Er erreichte jedoch nie wieder die Popularität, die er als junger Schauspieler in den 1950er- und 1960er-Jahren besessen hatte.
Mitte der 1960er-Jahre verliebte er sich in seine Schauspielpartnerin Suzanne Pleshette. Die beiden heirateten 1964, ließen sich jedoch im selben Jahr wieder scheiden. 1966 heiratete er die Schauspielerin Valerie Allen, die Ehe wurde 1968 geschieden. Von 1979 bis 1981 war er mit Vicky Taylor verheiratet. Seine letzten Jahre verbrachte er mit seiner Verlobten, der Mezzosopranistin Zheng Cao. Troy Donahue erlag am 2. September 2001 im Alter von 65 Jahren einem Herzinfarkt.

## Rezeption
- Der Pop-Art-Künstler Andy Warhol verewigte Troy Donahue 1962 in einem Siebdruck.
- Gemeinsam mit seinem Kollegen Doug McClure fungierte Troy Donahue als das Vorbild für die Figur des abgehalfterten Hollywood-Schauspielers Troy McClure in der Fernsehserie Die Simpsons.
- In dem Broadway-Musical A Chorus Line und in dem Film Grease handeln Songs von Troy Donahue und Sandra Dee.

## Filmografie (Auswahl)
- 1957: Überall lauert der Tod (Man Afraid)
- 1957: Der Mann mit den 1000 Gesichtern (Man of a Thousand Faces)
- 1957: Das Herz ist stärker (Flood Tide)
- 1957: Duell in den Wolken (The Tarnished Angels)
- 1957: Das Geheimnis des steinernen Monsters (The Monolith Monsters)
- 1958: Männer über Vierzig (This Happy Feeling)
- 1958: Der Tod reitet mit (Wild Heritage)
- 1958: Die Stimme im Spiegel (Voice in the Mirror)
- 1958: Urlaubsschein nach Paris (The Perfect Furlough)
- 1958: Der Schrecken schleicht durch die Nacht (Monster on the Campus)
- 1959: Tausend Meilen Staub (Rawhide, Fernsehserie, Folge 1x02)
- 1959: Solange es Menschen gibt (Imitation of Life)
- 1959: Maverick (Fernsehserie, Folge 3x01)
- 1959: Die Sommerinsel (A Summer Place)
- 1959: Bronco (Fernsehserie, 2 Folgen)
- 1959, 1962–1963: Hawaiian Eye (Fernsehserie, 22 Folgen)
- 1960: SOS für Flug T 17 (The Crowded Sky)
- 1960–1961: 77 Sunset Strip (Fernsehserie, 2 Folgen)
- 1960–1962: Surfside 6 (Fernsehserie, 46 Folgen)
- 1961: Sein Name war Parrish (Parrish)
- 1961: Nur eine einzige Nacht (Susan Slade)
- 1962: Abenteuer in Rom (Rome Adventure)
- 1963: Im Paradies ist der Teufel los (Palm Springs Weekend)
- 1964: Die blaue Eskadron (A Distant Trumpet)
- 1965: My Blood Runs Cold
- 1967: Come Spy with Me
- 1967: Tolldreiste Kerle in rasselnden Raketen (Jules Verne’s Rocket to the Moon)
- 1968: Der Chef (Ironside, Fernsehserie, 2 Folgen)
- 1969: Die Leute von der Shiloh Ranch (The Virginian, Fernsehserie, Folge 7x25)
- 1970: Yucca Flat – Die verrückteste Stadt des wilden Westens (The Phantom Gunslinger)
- 1971: Hollywood Massaker (Sweet Savior)
- 1974: Südsee Massaker (South Seas)
- 1974: Die Herrscherin des Bösen (Seizure)
- 1974: Der Pate – Teil II (The Godfather Part II)
- 1978: CHiPs (Fernsehserie, Folge 2x01 Höhen und Tiefen)
- 1978: Vegas (Vega$, Fernsehserie, Folge 1x02)
- 1978, 1981: Fantasy Island (Fernsehserie, 2 Folgen)
- 1980: Love Boat (The Love Boat, Fernsehserie, 2 Folgen)
- 1982: Matt Houston (Fernsehserie, Folge 1x09)
- 1983: Tin Man
- 1984: Katy – Eine kleine Raupe in der großen Stadt (Katy, la oruga)
- 1984: Speedway Trio (Grandview)
- 1986: Deadly Weapon – Ein Mann für Gerechtigkeit (Low Blow)
- 1987: Cyclone
- 1987: California Cops (Hollywood Cop)
- 1987: Tödliche Beute (Deadly Prey)
- 1988: Blutige Liebe (Bad Blood)
- 1988: Karate Cops (Hawkeye)
- 1989: Dr. Alien
- 1989: Rückkehr der Party-Killer (Assault of the Party Nerds)
- 1989: Hoffnung auf Eis (The Chilling)
- 1990: Cry-Baby
- 1990: Omega Cop
- 1991: Der Pakt mit dem Teufel (Shock ’Em Dead)
- 1992: Double Trouble – Warte, bis mein Bruder kommt (Double Trouble)
- 1992: Die verbotene Frau (The Pamela Principle)
- 1998: Legion – Experiment des Todes (Legion, Fernsehfilm)
- 1999: Shake, Rattle and Roll: An American Love Story (Fernsehfilm)
- 2000: The Boys Behind the Desk